# 5時から7時までのクレオ
『5時から7時までのクレオ』（ごじからしちじまでのクレオ、フランス語: Cléo de 5 à 7）は、アニエス・ヴァルダが監督したフランス・イタリア合作、1962年（昭和37年）製作の「パリ左岸映画」である。本作の物語は、午後の「5時から7時まで」の「クレオ」の生活をリアルタイムに描写するものである。
16:9 ビスタ・サイズ、モノクロ（パートカラー）。

## 概要
『5時から7時までのクレオ』は、実存主義的ないくつかの主題をあつかっていることで知られ、死ぬこと、つまり絶望（実存的危機、Existential crisis）についての議論を包含し、意味のある人生を導いていることでも知られる。本作は強く女性的な観点をもっており、女性とはどのように感知されているものなのかについての疑問を提起している。登場する鏡のもつ役割は、自己疎外を象徴するものとして普遍的なものである。
本作には、ジャン＝リュック・ゴダール、アンナ・カリーナ、エディ・コンスタンティーヌ、そしてジャン＝クロード・ブリアリが、劇中でラウールがクレオとドロテに観せるサイレント映画のなかの登場人物としてカメオ出演している。本作のスコアを書いた作曲家のミシェル・ルグランは、本作中にボブ役で登場し、『ピアニストのボブ』（Bob the pianist）という楽曲を演奏している。
本作は、第15回カンヌ国際映画祭に正式出品された。
モノクロ作品だが、冒頭、タロット占いのシーンのみカラーである。

## 物語
クレオ（コリーヌ・マルシャン）はパリで売り出し中のポップシンガー。午後７時に、２日前に受けた精密検査の診断結果を聞くことになっている彼女は、自分が癌ではないかと怯えつつ、占い師にタロットカードで自分の未来を占ってもらう。占い師は、身近な未亡人が面倒を見てくれていること、寛大な恋人がいるがなかなか会えずにいること、音楽の才能があることなど、クレオの過去と現在の状況を正しく言い当て、未来については、病気の兆候があることを告げるものの、そのことについては言葉を濁して慰めの言葉をかけ、これから調子のいい若者に出逢うだろうと告げる。しかし、クレオが部屋を出ると占い師は同居している男性に「あの子は癌よ。もうだめだわ」と語る。
占いを終えたクレオはカフェで中年女性のアンジェール（ドミニク・ダヴレー）と落ちあう。アンジェールはクレオの生活を管理し、面倒を見るマネージャーのような役割を受け持っている。占いの結果を告げて泣くクレオをアンジェールが慰め、気持ちを落ち着けたクレオは帽子店に寄って帽子を選んでいるうちにすっかり機嫌をよくし、アンジェールとともにタクシーで帰路につく。車中のラジオからはクレオが出したレコードの歌が流れる。
帰宅するとやがて年上の恋人がやってくるが、仕事が忙しいからとすぐに帰ってしまう。
入れ替わりにやってきたのは若い作曲家のボブ（ミッシェル・ルグラン）と作詞家。ふたりはクレオが次に出す新曲について相談とレッスンをしにきたのだった。陽気な二人と楽しそうに過ごしていたクレオだったが、ふたりが持ち込んだ新曲「恋の叫び」の暗い曲調と歌詞に心をかき乱され、レッスンを中断して部屋を出て行ってしまう。
クレオはパリの街を歩き回るが心を落ち着けることができず、友人のドロテ（ドロテ・ブラン）に会いに行く。美術学校のヌードモデルの仕事を終えたドロテとクレオは、ドロテの恋人ラウルの車で出かけ、クレオは病気への不安をドロテに打ち明ける。二人はラウルが映写技師として働いている映画館に向かい、映写室の小窓から上映されている無声映画のコメディを見て楽しむ。しかし、映画館を出たクレオは階段からバッグの中のものを落としてしまい、割れた鏡を見て不吉な前兆だとまた不安になる。
ドロテと別れたクレオはタクシーでモンスリ公園に向かう。公園内を散策しているとアントワーヌという若い男（アントワーヌ・ブルセイエ）がなれなれしく声をかけてくる。始めは鬱陶しく思っていたクレオだったが次第に親しく話をするようになる。アントワーヌは休暇中の兵士で、今夜には軍隊に戻り、アルジェリアに向かうことになっていた。
病気についての不安を打ち明けたクレオが、検査の結果を面と向かって聞くのは怖いので医師に電話をするつもりだと告げると、アントワーヌは一緒に行こうとクレオを誘い、ピティエ＝サルペトリエール病院に向かう。バスの中で語り合いながら二人は親密になっていく。
病院に着いたクレオは受付に向かうが、担当医のヴァリノは既に帰ったと告げられる。クレオとアントワーヌは病院の広い庭を手をつないで歩き、やがてベンチに腰をかける。そこに一台の車がやってきて二人の前で止まる。運転していたのは帰宅したはずのヴァリノ医師だった。ヴァリノは「放射線治療は少々きついが必ず治るから心配は要らない。あす11時に来て下さい」と手早く告げると去って行く。クレオとアントワーヌは互いに愛を告げ、見つめ合うのだった。

## ビブリオグラフィ
- アニエス・ヴァルダ Agnès Varda『Cléo de 5 à 7』 （シナリオ）、Éditions Gallimard （コレクション・ブランシュ Collection Blanche）、パリ、1962年
- アニエス・ヴァルダ Agnès Varda『Varda par Agnès』 （2005年再版）、編カイエ・デュ・シネマ（Cahiers du Cinéma）、パリ、1994年初版 ISBN 2-86642-440-9

## 関連事項
- コリーヌ・マルシャン （Corinne Marchand）
- アントワーヌ・ブルセイエ （Antoine Bourseiller）
- ドミニク・ダヴレー （Dominique Davray）
- ドロテ・ブラン （Dorothée Blanck）
- ジャン・ラビエ （Jean Rabier）
- ジャニーヌ・ヴェルノー （Janine Verneau）
- モンスリ公園 （Parc Montsouris）
- ピティエ＝サルペトリエール病院 （Pitié-Salpêtrière Hospital）

## 註
1. ↑  “Festival de Cannes: Cléo from 5 to 7”. festival-cannes.com. 2009年2月22日閲覧。